# El Gordo y la Flaca
El Gordo y la Flaca (tradução literal: O Gordo e a Magra) é um programa de notícias americano de entretenimento em espanhol.

## História
El Gordo y la Flaca foi ao ar em 21 de setembro de 1998, apresentado por Raúl De Molina, El Gordo, vencedor de vários prêmios Emmy por sua contribuição como co-apresentador do programa. e Lili Estefan, La Flaca. Estefan é sobrinha do magnata da música e produtor Emilio Estefan, o marido da cantora/compositora Gloria Estefan. Ela também é modelo cubana e apresentadora de "El Gordo y La Flaca".
O programa combina entrevistas com atores, músicos e outras celebridades com relatórios sobre suas idas e vindas. O programa é exibido durante a semana na rede de televisão em língua espanhola Univision. A atração é filmado nos estúdios da rede em Miami, Flórida.